# Klebesockel

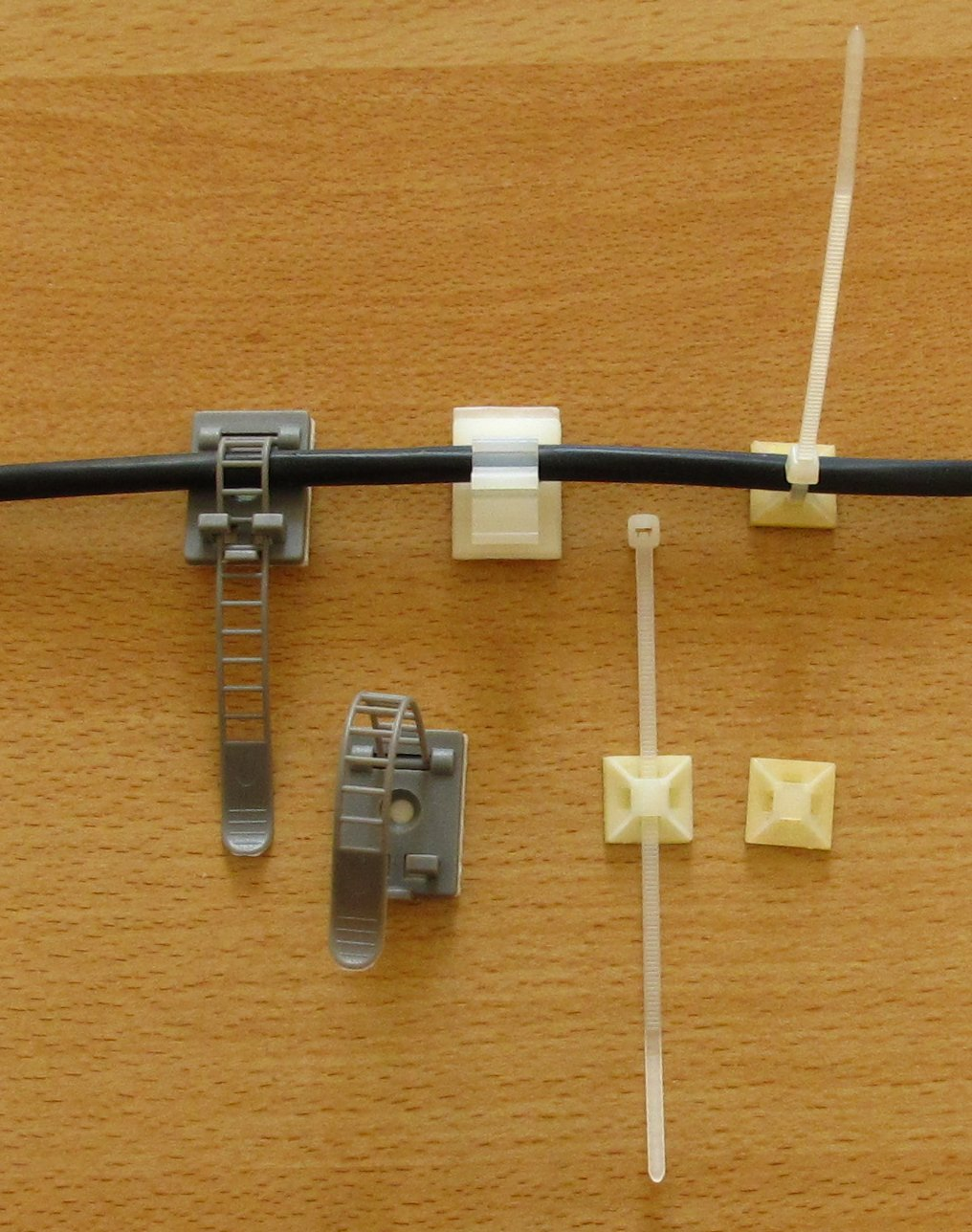
Verschiedene Typen von Klebesockeln

Klebesockel sind Befestigungselemente, die hauptsächlich in Anlagen sowie einzeln oder in Kleinserie gefertigten Geräten der Elektrotechnik und Elektronik verwendet werden.
Sie bestehen üblicherweise aus Polyamid, besitzen meist auf der Oberseite eine, manchmal auch mehrere Durchführungen für Kabelbinder und sind auf der Unterseite selbstklebend beschichtet. Manche Typen von Klebesockeln besitzen auch fix integrierte Kabelbinder.
Klebesockel ermöglichen schnelle Montagearbeiten ohne Bohrungen, sind jedoch mechanisch nur begrenzt belastbar.